# بينيديكتو أنطونيو أنجيلي
بينيديكتو أنطونيو أنجيلي (Benedicto Antonio Angeli) (10 فبراير 1939 في البرازيل – )؛ هو لاعب كرة قدم سابق كان يلعب كمهاجم.

## وصلات خارجية
- J.League Data Site (باليابانية)